# Christo-Botew-Stadion (Plowdiw)
Das Christo-Botew-Stadion ist ein Fußballstadion in der bulgarischen Stadt Plowdiw. Es bietet Platz für 18.777 Zuschauer und ist die Heimspielstätte des Fußballvereins Botew Plowdiw. Die Anlage, wie der Verein, tragen zu Ehren des bulgarischen Dichters und Revolutionärs Christo Botew dessen Namen.

## Geschichte
Das Christo-Botew-Stadion in Plowdiw, mit 381.000 Einwohnern nach der Hauptstadt Sofia die zweitgrößte Stadt Bulgariens, wurde von 1959 bis 1961 erbaut, nachdem am 21. Juli 1959 der Grundstein für den Bau des Stadions gelegt wurde. Am 14. Mai 1961 erfolgte dann die Eröffnung des damaligen College-Stadions. Zum ersten Spiel im neuen Stadion trafen sich der zukünftige Nutzer der Spielstätte, Botew Plowdiw, und der rumänische Spitzenverein Steaua Bukarest zu einem Freundschaftsspiel. Botew konnte bis heute zweimal die bulgarische Fußballmeisterschaft gewinnen, wobei ein Titelgewinn in diesem Stadion gefeiert werden konnte, und zwar 1967. Zudem gelang es dem Verein ebenfalls zweimal, den Sowjetarmee-Pokal zu gewinnen. Der Pokalsieg 1981 stellt den bis heute letzten großen Erfolg des Vereins, der derzeit in der dritten bulgarischen Fußballliga spielt, nachdem man finanzielle Probleme bekam und in den 2000er-Jahren die sportliche Talfahrt begann, dar. Das größte Ereignis im Christo-Botew-Stadion zu Plowdiw war jedoch nicht etwa ein Spiel des örtlichen Vereins, sondern das bulgarische Pokalfinale 2000. In diesem Spiel, das nur aufgrund des Umbaus des Nationalstadions in Sofia in Plowdiw stattfand, sicherte sich Lewski Sofia den Pokalsieg durch ein 2:0 gegen FK Neftochimik aus Burgas.
Zum Zeitpunkt der Eröffnung passten 35.000 Schaulustige ins weite Rund entworfen von dem Architekten Anton Karawelow. Die höchste Zuschauerzahl wurde erreicht, als am 27. Februar 1963 Atlético Madrid im Rahmen des Europapokals der Pokalsieger im Viertelfinale in Plowdiw gastierte. Das Spiel endete mit einem 1:1-Unentschieden. Das Rückspiel im Estadio Vicente Calderón in Madrid verlor Botew jedoch mit 0:4, sodass man ausschied. Die Kapazität wurde bei zwei Renovierungen 1993 und 2008 herabgesetzt, sodass das Stadion 22.000 Zuschauern Platz bot und dennoch noch immer das siebtgrößte Stadion in Bulgarien ist. Nachdem es nach seiner Erbauung zunächst College-Stadion hieß, benannte man es später in Anlehnung an den bulgarischen Dichter und Freiheitskämpfer Christo Botew in Christo-Botew-Stadion um. Der Nachname des Nationaldichters (1848–1876) ist auch Teil des Vereinsnamens von Botew Plowdiw.
Nach einem Komplettumbau von 2013 bis 2023 bietet die Sportanlage gegenwärtig 18.777 Zuschauerplätze. Die Anlage ist eines der modernsten Stadien Bulgariens. Am 29. April 2023 wurde der Neubau mit dem Ligaspiel des 28. Spieltags der Parwa liga zwischen Botew Plowdiw und Lewski Sofia (0:1) eröffnet.